# Realitos
Realitos è un census-designated place degli Stati Uniti d'America, situato nella contea di Duval dello Stato del Texas.
La popolazione era di 209 persone al censimento del 2000.

## Storia
La popolazione di Realitos aveva raggiunto 400 persone nel 1890, quattro anni dopo la creazione del primo ufficio postale. La popolazione raggiunse il picco di 800 persone solo due anni dopo, nel 1892.

## Geografia fisica
Realitos è situata a 27°26′44″N 98°31′44″W (27.445491, -98.528786).
Secondo lo United States Census Bureau, ha un'area totale di 0,3 miglia quadrate (0,78 km²).

## Società

### Evoluzione demografica
Secondo il censimento del 2000, c'erano 209 persone, 77 nuclei familiari e 58 famiglie residenti nella città. La densità di popolazione era di 770,9 persone per miglio quadrato (298,9/km²). C'erano 90 unità abitative a una densità media di 332,0 per miglio quadrato (128,7/km²). La composizione etnica della città era formata dall'84,21% di bianchi, il 2,87% di nativi americani, l'8,13% di altre razze, e il 4,78% di due o più etnie. Ispanici o latinos di qualunque razza erano il 92,82% della popolazione.
C'erano 77 nuclei familiari di cui il 29,9% aveva figli di età inferiore ai 18 anni, il 49,4% erano coppie sposate conviventi, il 20,8% aveva un capofamiglia femmina senza marito, e il 23,4% erano non-famiglie. Il 23,4% di tutti i nuclei familiari erano individuali e l'11,7% aveva componenti con un'età di 65 anni o più che vivevano da soli. Il numero di componenti medio di un nucleo familiare era di 2,71 e quello di una famiglia era di 3,20.
La popolazione era composta dal 26,3% di persone sotto i 18 anni, il 10,0% di persone dai 18 ai 24 anni, il 20,6% di persone dai 25 ai 44 anni, il 24,9% di persone dai 45 ai 64 anni, e il 18,2% di persone di 65 anni o più. L'età media era di 41 anni. Per ogni 100 femmine c'erano 99,0 maschi. Per ogni 100 femmine dai 18 anni in giù, c'erano 108,1 maschi.
Il reddito medio di un nucleo familiare era di 18.625 dollari, e quello di una famiglia era di 17.125 dollari. I maschi avevano un reddito medio di 18.958 dollari contro i 18.750 dollari delle femmine. Il reddito pro capite era di 11.221 dollari. Circa il 41,5% delle famiglie e il 51,0% della popolazione erano sotto la soglia di povertà, incluso l'82,5% di persone sotto i 18 anni di età e il 75,0% di persone di 65 anni o più.